# 회가적유혹
《회가적유혹》(중국어 간체자: 回家的诱惑, 정체자: 回家的誘惑, 병음: Huí jiā de yòu huò 후이자더유훠[*])은 중국의 텔레비전 드라마이다.

## 등장 인물

### 홍(洪)의 집
- 황달량(黃達亮): 홍국영(洪國榮) 역
- 유결(劉潔): 바이펑(白鳳) 역
- 능소숙(凌瀟肅): 홍스시엔(洪世賢) 역
- 추자현: 린핀루(林品如)/까오샨샨(高珊珊) 역
- 이채화(李彩華): 아이리(艾莉) 역
- 정역동(鄭亦桐): 홍궈룽(洪寶蓮) 역
- 형자(馨子): 홍스싱(洪世馨) 역
- 주가욱(朱佳煜): 홍상언(洪尙恩) 역

### 임(林)의 집
- 바과(巴戈): 임수성(林守成) 역, 린핀루의 아버지
- 장지화(張芝華): 범단(范丹) 역, 린핀루의 어머니
- 뇌가음(雷佳音): 린이더(林奕德) 역, 린핀루의 오빠
- 추자현(秋瓷炫): 린핀루(林品如) 역

### 고(高)의 집
- 하대봉(夏台鳳): 까오홍(高虹) 역, 원이옌과 까오샨샨의 어머니, 메이크업 아티스트 사장
- 지수(遲帥): 까오원이옌(高文彦) 역, 까오샨샨의 양오빠
- 도려만(塗黎曼): 까오샨샨(高珊珊) 역, 까오홍의 친딸